# Rainer Polzin
Rainer Polzin (ur. 13 lutego 1971) – niemiecki szachista, arcymistrz od 2007 roku.

## Kariera szachowa
W 1991 r. podzielił II m. (za Michaelem Bezoldem, wspólnie z m.in. Romanem Slobodjanem) w mistrzostwach Niemiec juniorów do 20 lat. W 1993 r. zwyciężył (wspólnie z m.in. Jurijem Bałaszowem i Lubomirem Ftačnikiem) w otwartym turnieju w Travemünde, natomiast w 1994 r. podzielił II m. (za Ralfem Lauem, wspólnie z m.in. Igorem Glekiem i Mironem Szerem) w Bad Ragaz oraz zwyciężył w Travemünde i Goch (wspólnie z m.in. Aleksiejem Barsowem). W 1998 r. podzielił I m. w Wemding (wspólnie z m.in. Mladenem Muše i Aleksiejem Barsowem) i w Travemünde (wspólnie z m.in. Ajoyzasem Kveinysem i Romualdem Mainką) oraz podzielił II m. (za Wolfgangiem Uhlmannem, wspólnie z Olegiem Romaniszynem, Klausem Bischoffem i Jensem-Uwe Maiwaldem) w Dreźnie. W kolejnych latach skupił się przede wszystkim na uczestnictwie w rozgrywkach drużynowych. W 2003 r. podczas drużynowych mistrzostw Grecji wypełnił pierwszą normę arcymistrzowską, natomiast dwie kolejne – w latach 2004 i 2007 w rozgrywkach niemieckiej Bundesligi.
Najwyższy ranking w dotychczasowej karierze osiągnął 1 stycznia 2005 r., z wynikiem 2520 punktów zajmował wówczas 32. miejsce wśród niemieckich szachistów.